# Philippe Burrin
 (août 2022).
Si vous disposez d'ouvrages ou d'articles de référence ou si vous connaissez des sites web de qualité traitant du thème abordé ici, merci de compléter l'article en donnant les références utiles à sa vérifiabilité et en les liant à la section « Notes et références ».
Philippe Burrin, né le 16 mars 1952 à Chamoson en Suisse, est un historien dont les recherches portent sur les idéologies, les mouvements et les partis politiques en Europe durant l’entre-deux-guerres. À partir de ses travaux sur la Seconde Guerre mondiale, il a tenté de définir les notions de violence de masse et de génocide.

## Biographie

### Études d'histoire et de sciences politiques
Licencié de relations internationales (1975), il obtient son doctorat en sciences politiques (1985) à l’Institut universitaire de hautes études internationales (HEI) de Genève sous la direction de Saul Friedländer, spécialiste de l’Allemagne nazie.

### Carrière universitaire
Assistant d’histoire contemporaine (1982-1985), puis maître-assistant (1985-1988) à l’université de Genève, Philippe Burrin retrouve l’HEI en tant que professeur adjoint (1988-1993), puis comme professeur d’histoire des relations internationales, à partir de 1993. Depuis 2004, il est directeur de HEI et occupe le même poste du nouvel Institut de hautes études internationales et du développement (IHEID), de janvier 2008 jusqu'à août 2020.

## Apport à l'histoire du fascisme, de la collaboration et de la Shoah

### Le Fascisme satellite
Soutenue en 1985 à l’HEI, sa thèse de doctorat intitulée Le Fascisme satellite s’attache à retracer l’itinéraire intellectuel, politique et idéologique de Jacques Doriot, Marcel Déat et Gaston Bergery, individualités passant de la lutte antifasciste au sein de partis de gauche à la fondation de mouvements d’extrême-droite puis à l’engagement dans la collaboration, sous le régime de Vichy. À travers ces parcours, Burrin pointe la prégnance de la crise sociale et politique en France durant l’entre-deux-guerres, et s’attache à démontrer le processus de dissémination du fascisme en France à travers cette « nébuleuse fascistoïde » ainsi que ses limites. En effet, si Déat, Doriot et Bergery empruntent des éléments à l’idéologie fasciste, le pacifisme intégral qui les unit (par l’expérience de la Grande Guerre) se heurte à l’adoption de l’idéologie d’expansion territoriale propre au fascisme amenant Burrin à parler de « fascismes déficitaires ».

### La collaboration
Il approfondit cette thèse dans La France à l'heure allemande 1940-1944, à travers la façon dont les Français ont réagi et se sont comportés face à l’occupation et vis-à-vis de l’occupant. Il s’intéresse aux différentes formes d’« accommodements » — et ses évolutions — avec l’occupant, en analysant les comportements des notables et hommes politiques, du clergé, du patronat, des intellectuels, des artistes et des collaborateurs. En ce qui concerne le régime de Vichy, Burrin se place dans la continuité de la thèse de Robert Paxton, affirmant tant sa collaboration avec l’occupant que le devancement de ses ordres.
Plus largement, Philippe Burrin compte parmi les universitaires francophones qui ont apporté un « apport décisif » pour la compréhension du fascisme.

### La Solution finale
Dans Hitler et les Juifs, il analyse la décision de la Solution finale, prise par Hitler à l’été 1941, par le fait que ce dernier a pris conscience de l’échec de son projet de victoire rapide. Ainsi, dans la guerre longue qui se profile, le Führer décide que le sang allemand versé doit être vengé par celui des Juifs. Ce faisant, l’espoir de vaincre n’aurait pas guidé ce choix, qui au contraire aurait cherché à aboutir à la destruction de l’Allemagne compensée par celle des Juifs. Surtout, il démontre que les idéologies antisémites et du racisme biologique ont un poids important sur la persécution des Juifs, celle-ci ne répondant pas seulement à des nécessités pratiques selon le courant historiographique dit « fonctionnaliste ».
L’ensemble de ses théories et de son cheminement intellectuel sur ces questions est condensé dans Ressentiment et Apocalypse, qui regroupe trois conférences prononcées au Collège de France en avril et mai 2003 sur les fondements de l’antisémitisme nazi, c’est-à-dire sur ce qui dans la société allemande a ouvert la voie à l’extermination des Juifs. Ces trois conférences avaient pour but de répondre aux questions suivantes : « Pourquoi l'Allemagne fut-elle le berceau de la tragédie, alors même que l'antisémitisme était loin d'être son apanage ? Pourquoi le préjugé antijuif devint-il, sous le nazisme, une sorte de norme dans la société allemande ? Pourquoi alla-t-on jusqu'à l'extermination, quand d'autres solutions étaient possibles et avaient été envisagées ? ». Burrin démontre la cohérence et la mise en œuvre de ce projet, qui s’inscrit dans la vision propre de Hitler qui guida ce choix : une action fondée sur son propre « ressentiment » — sentiment qu’il exploite au sein de la société allemande pour parvenir au pouvoir —-, et guidée par sa vision apocalyptique sur la guerre et sa propre vie (fascination du néant et de l’affrontement avec le mal).

## L'historien et le devoir de mémoire
Parallèlement à ses recherches, Burrin s’investit en tant que scientifique dans de nombreux projets animés par le souci du « devoir de mémoire ». Ainsi, il sera consultant pour la conception du centre de documentation du Mémorial de l'Holocauste Mahnmal à Berlin (2001) ; membre de la commission historique de la Fondation pour la mémoire de la Shoah de Paris. Membre du conseil scientifique d’une Histoire internationale de la Shoah, il travaille depuis 2003 sur ce projet qui devrait regrouper en plusieurs volumes les connaissances scientifiques.
Comme Jean-Pierre Azéma, Henri Amouroux, Marc-Olivier Baruch, Jean Lacouture, Robert Paxton et René Rémond, Philippe Burrin fut l’un des experts au procès de Maurice Papon à Bordeaux en 1997. Lors de son intervention, il insiste sur la connaissance des Français avant la guerre de la cruauté de l’Allemagne nazie envers les Juifs notamment en Pologne (par le biais — entre autres — de la presse de l’époque qui faisait ses « manchettes » sur ce thème) et sur la possibilité de marge d’autonomie et d’« échappatoires » au sein de l’administration du régime de Vichy, ce principe étant selon lui « le fondement de la collaboration ».
Il est nommé expert pour le ministère de l’Éducation nationale au sein de la commission sur le racisme et le négationnisme de l’université Lyon-III, présidée par Henry Rousso (2002-2004).
Philippe Burrin est membre du comité de rédaction de L’Histoire, de Vingtième Siècle. Revue d’Histoire, et de Relations internationales.

## Publications

### Ouvrages
- La Dérive fasciste : Doriot, Déat, Bergery, 1933-1945, Paris, Le Seuil, coll. « Points. Histoire » (no 325), 2015 (1re éd. 1986), 585 p. (ISBN 978-2-02-058923-9 et 2-02-058923-0, présentation en ligne), [présentation en ligne], [présentation en ligne].
- Hitler et les Juifs. Genèse d’un génocide, Paris, Le Seuil, 200 p., 1989 (édition de poche, 1995)  (ISBN 2020108844 et 2020234084)
- La France à l'heure allemande, 1940-1944, Paris, Seuil, coll. « L'univers historique », 1995, 559 p. (ISBN 2-02-018322-6, présentation en ligne), [présentation en ligne]. Réédition : La France à l'heure allemande, 1940-1944, Paris, Seuil, coll. « Points. Histoire » (no 239), 1997, 559 p. (ISBN 2-02-031477-0).
- Fascisme, nazisme, autoritarisme, Paris, Le Seuil, 315 p., 2000  (ISBN 2020414821)
- Strands of Nazi Anti-sémitism, Oxford, Europaeum, 44 p., 2004.
- Ressentiment et Apocalypse. Essai sur l’antisémitisme nazi, Paris, Le Seuil, 112 p., 2004  (ISBN 2020632624)(Trad. esp.: Resentimiento y apocalipsis, Buenos Aires/Madrid, Katz editores SA, 2007  (ISBN 8493543209).
- 6 juin 44 (avec Jean-Pierre Azéma et Robert Paxton), Paris, Perrin, 207 p., 2004  (ISBN 2262019819).

### Sélection d’articles et de contributions
- « La France dans le champ magnétique des fascismes », p. 52-72, Le Débat, no 32, novembre 1984.
- « Poings levés et bras tendus. La contagion des symboles au temps du Front Populaire », p. 5-20, Vingtième Siècle, Revue d’Histoire, no 11, juillet-septembre 1986.
- « Que savaient les collaborationnistes ? », dans Stéphane Courtois – Adam Rayski (dir.), Qui savait quoi ? L’extermination des juifs 1941-1945, Paris, La découverte, 1987.
- « Le fascisme anglais (1918-1987) », L'Histoire no 105, novembre 1987 (cité en note 1, page 94, de Le Second XXe Siècle, 1939-2000, éditions Ellipses, 2003 ;
- « Politique et société : les structures du pouvoir dans l’Italie fasciste et l’Allemagne nazie », p. 615-637, Annales ESC, no 3, mai-juin 1988.
- « Programme ou engrenage, un grand débat historiographique », dans François Bédarida (dir.), La Politique nazie d’extermination, Paris, Albin Michel, 1989.
- « Vichy et les expériences étrangères : esquisse de comparaison », dans Jean-Pierre Azéma – François Bédarida (dir.), Vichy et les Français, Paris, Fayard
- « L’historien et “l’historisation” », dans IHTP (ed.), Écrire l’histoire du temps présent. Hommage à François Bédarida, Paris, CNRS Éditions, 1993.
- « Les élites dans l’Europe nazie », p. 79-96, dans Marc-Olivier Baruch – Vincent Guigueno (dir.), Le choix des X. L’École polytechnique et les polytechniciens 1939-1945, Paris, Fayard, 2000.

## Distinctions
- Prix François-Millepierres de l’Académie française en 1990, pour son ouvrage Hitler et les Juifs. Genèse d’un génocide.
- Prix de recherche Max-Planck en 1997.